# Подільці (Березівський район)
Поді́льці — село Ширяївської селищної громади у Березівському районі Одеської області. Населення становить 331 осіб.

## Історія
Під час організованого радянською владою Голодомору 1932—1933 років померло щонайменше 2 жителі села.

## Населення
Згідно з переписом УРСР 1989 року чисельність наявного населення села становила 331 особа, з яких 155 чоловіків та 176 жінок.
За переписом населення України 2001 року в селі мешкало 328 осіб.

### Мова
Розподіл населення за рідною мовою за даними перепису 2001 року:
| Мова       | Відсоток |
| ---------- | -------- |
| українська | 96,07 %  |
| молдовська | 3,63 %   |
| російська  | 0,30 %   |